# Lygosoma isodactylum
Lygosoma isodactylum — вид сцинкоподібних ящірок родини сцинкових (Scincidae). Мешкає в Південно-Східній Азії.

## Поширення й екологія
Lygosoma isodactylum поширені в Центральному і Південно-Східному Таїланді, а також у Камбоджі. Вони живуть на полях і в садах, на висоті до 300 м над рівнем моря.